# Graziana lacheineri
Graziana lacheineri е вид коремоного от семейство Hydrobiidae.

## Разпространение
Видът е разпространен в Австрия, Босна и Херцеговина, Словения, Хърватия и Швейцария.